# Softmarker
Der Ausdruck Softmarker (engl.: soft = leicht, mild + mark = Kennzeichen) wird in der Pränataldiagnostik gebraucht und bezeichnet solche Besonderheiten, deren vorgeburtlicher (pränataler) Nachweis mit einer statistisch gesehen leichten Erhöhung der Wahrscheinlichkeit des Vorliegens einer Chromosomenbesonderheit und/oder körperlicher Fehlbildungen und/oder bestimmter Erkrankungen beim ungeborenen Baby in Verbindung gebracht werden kann. 
Unterschieden werden:
- sonografische Softmarker (Softmarker, die prinzipiell durch Ultraschall festgestellt oder ausgeschlossen werden können)
- serologische Softmarker (Softmarker, die prinzipiell durch Untersuchungen des Blutes bzw. Serums der Schwangeren festgestellt oder ausgeschlossen werden können)

Durch den Nachweis oder Ausschluss bestimmter Softmarker ist keine Diagnosestellung chromosomaler Besonderheiten möglich. Hierfür sind invasive Untersuchungen wie die Chorionzottenbiopsie, die Amniozentese oder die Nabelschnurpunktion notwendig und die sich diesen Untersuchungen anschließende Chromosomenanalyse.